# محوطه بند جهاد
محوطه بند جهاد مربوط به سده‌های متاخر دوران‌های تاریخی پس از اسلام است و در شهرستان سرباز، بخش پیشین، دهستان جکیگور، ۲۰ کیلومتری جاده دهستان جکیگور به نیکشهر، واقع در ضلع شمالی پل و بند جهاد واقع شده و این اثر در تاریخ ۲ مرداد ۱۳۸۷ با شمارهٔ ثبت ۲۳۰۸۲ به‌عنوان یکی از آثار ملی ایران به ثبت رسیده است.